# 1653 Yakhontovia
1653 Yakhontovia (1937 RA) là một tiểu hành tinh vành đai chính được phát hiện ngày 30 tháng 8 năm 1937 bởi G. Neujmin ở Simeis.